# 名取市立増田中学校
名取市立増田中学校（増田中学校）は、宮城県名取市増田にある公立中学校。通称は「増中」（ますちゅう）。隣接地には宮城県名取北高等学校がある。

## 所在地
- 宮城県名取市増田字柳田230

## 沿革
- 1947年（昭和22年）4月、開校。
- 1980年（昭和55年）4月、現在地に移転。
  - 移転後の跡地は「増田グラウンド」として残っている。
- 1981年（昭和56年）4月、増田西小学校区が独立し名取市立第二中学校が開校。

## 学区
- 増田小学校区全域
- 下増田小学校区全域
  - 1981年以前は増田西小学校区も含んでいた。

## 近隣施設
- 名取市役所
- 増田小学校
- 仙台法務局名取支所
- 名取市文化会館